# هنر سایبورگ
هنر سایبورگ (انگلیسی: Cyborg art) که همچنین به عنوان سایبورگیسم نیز شناخته می شود، یک جنبش هنری است که در اواسط دهه ۲۰۰۰ در بریتانیا آغاز شد. این جنبش مبتنی بر ایجاد و افزودن حواس جدید به بدن از طریق ایمپلنت های سایبرنتیک و خلق آثار هنری از طریق حواس جدید است. آثار هنری سایبورگ توسط هنرمندان سایبورگ ایجاد می شوند. هنرمندانی که حواسشان داوطلبانه از طریق ایمپلنت های سایبرنتیک تقویت شده است. از هنرمندان اولیه شکل دهنده جنبش هنر سایبورگ می توان به نیل هاربیسون اشاره کرد که کاشت آنتنش به او اجازه می دهد رنگ های فرابنفش و فروسرخ را درک کند، و ماه ریباس که ایمپلنتی در پاهایش به او اجازه می دهد زلزله و ماه لرزه را احساس کند.